# Alan Reed
Alan Reed, nascido em Herbert Theodore Bergman  (Nova York, 20 de agosto de 1907 — Los Angeles, 14 de junho de 1977) foi um ator e dublador americano, mais conhecido como a voz original de Fred Flintstone em The Flintstones e em várias séries de spinoff. Ele também fez sua carreira no cinema, incluindo Days of Glory, The Tarnished Angels, Breakfast at Tiffany's, Viva Zapata! (como Pancho Villa), e Nob Hill, além de várias séries de televisão e rádio.

## Primeiros anos
Reed nasceu Herbert Theodore Bergman em Nova York, filho de pais judeus. Seu pai era um imigrante judeu lituano e sua mãe nasceu nos Estados Unidos de pais judeus ucranianos da Galiza. Ele freqüentou a Washington High School (atualmente Campus Educacional George Washington) e se formou em jornalismo na Universidade de Columbia.
Entre se formar na WHS e entrar na Columbia, ele estudou teatro na Academia Americana de Artes Dramáticas. Ele começou sua carreira de ator na cidade, eventualmente trabalhando na Broadway.
Por vários anos, Reed viajou em vaudeville com seu primo, Harry Green. Ele também teve outros dois empregos - operando uma fábrica de doces por atacado e trabalhando no Copake Country Club como "diretor social, produtor e ator de entretenimento".
Por um tempo, ele continuou a se listar como Teddy Bergman ou Alan Reed, dependendo do papel que estava interpretando (Reed para papéis mais cômicos, Bergman para papéis mais sérios). Ele foi capaz de atuar em 22 dialetos estrangeiros e fez carreira como locutor de rádio e ator de teatro de sucesso.  

## Carreira
Já em 1930, Reed (conhecido como Teddy Bergman) co-estrelou com Herbert Polesie em Henry and George, um programa da CBS que apresentava "dramas minuciosos, gargalhadas populares... intercaladas com seleções de dance music".
O trabalho de rádio de Reed incluiu ter dois papéis em Valiant Lady, o papel de Solomon Levy em Irish Rose de Abie, como o poeta residente de "Allen's Alley" Falstaff Openshaw no programa de rádio de Fred Allen na NBC e, mais tarde, em seu programa de cinco minutos, Falstaff's Fables, na ABC, como Officer Clancey e outros papéis ocasionais no programa de rádio da NBC Duffy's Tavern, como Shrevey o motorista em vários anos de The Shadow, como chefe de Chester Riley no programa de rádio da NBC The Life of Riley, como o imigrante italiano Pasquale in Life com Luigi na rádio CBS, vários papéis de apoio em Yours Truly, Johnny Dollar e The Phil Harris-Alice Faye Show, e como o tenente Walter Levinson em vários episódios de Richard Diamond, detetive particular.
Reed foi "ouvido regularmente na série Crime Doctor" e "foi o pai original de Fanny Brice em Baby Snooks". Anunciado como Teddy Bergman, ele teve o papel-título em Joe Palooka.
Anunciado como Teddy Bergman, Reed apareceu na Broadway em Double Dummy (1936) e A House in the Country (1937), e Old Sweet Song do amor (1940).

### Televisão e dublagem
De 1957 a 1958, Reed apareceu em um papel recorrente como JB Hafter, chefe de estúdio, no seriado da CBS Sr. Adams and Eve, estrelado por Howard Duff e Ida Lupino, então casados na vida real, mas aparecendo como um casal de atores fictícios vivendo em Beverly Hills, Califórnia. Ele também interpretou o mesmo personagem no The Bob Cummings Show. Em 1963, ele apareceu como Conselheiro Jack Gramby no episódio 8 da sitcom da CBS My Favorite Martian. Entre 1964 e 1965, ele teve um papel recorrente como Sr. Swidler no seriado da ABC Mickey, estrelado por Mickey Rooney como proprietário de um hotel resort em Newport Beach, Califórnia.
Como dublador, Reed forneceu a voz de Boris, o cão caçador de lobos russo em Lady and the Tramp, de Walt Disney, em 1955. Em 1960, ele começou o papel de voz pelo qual ele era mais famoso, o de Fred Flintstone, o personagem principal da série animada de horário nobre de Hanna-Barbera, The Flintstones. Reed forneceu a voz de Fred para toda a série de seis temporadas do programa, além de várias séries derivadas (The Pebbles e Bamm-Bamm Show, The Flintstone Comedy Hour) e especiais. Sua performance final como Fred Flintstone foi uma participação especial em um episódio do All-Star Laff-A-Lympics de Scooby. Entre seus outros papéis de voz para Hanna-Barbera estava o companheiro de Touché Turtle, Dum Dum.
O dramaturgo e diretor de rádio Norman Corwin escalou Reed como Papai Noel na leitura de 1969 da televisão KCET de sua peça de 1938, The Plot to Overthrow Christmas.
Nos comerciais de televisão, Reed foi dublador de JJ Keebler, uma criação da Agência Leo Burnett.

## Vida pessoal
Em maio de 1932, Reed se casou com Finette Walker (1909–2005), uma atriz da Broadway que ele conheceu na estação de televisão W2XAB (mais tarde WCBS-TV) na cidade de Nova York. Ela apareceu no palco no início dos anos 30 e foi membro do coro na produção original da Broadway em 1934, de Anything Goes with Ethel Merman. Eles tiveram três filhos, incluindo o ator Alan Reed, Jr. (10 de maio de 1936). Depois que seu filho começou a atuar, Reed adotou o nome profissional Alan Reed, Sr.

## Morte
Reed, que fumava muito, foi diagnosticado com câncer de bexiga em 1967. Ele foi submetido a uma operação para remover o órgão, o que erradicou o câncer com sucesso, mas mais tarde desenvolveu enfisema e morreu de ataque cardíaco em 14 de junho de 1977, dois meses antes de completar 70 anos. Seu corpo foi doado para pesquisas médicas.

## Filmografia

### Live-action

#### Filme
- Days of Glory (1944) as Sasha
- Nob Hill (1945) as Dapper Jack Harrigan
- The Postman Always Rings Twice (1946) as Ezra Liam Kennedy
- Perfect Strangers (1950) as Harry Patullo
- Emergency Wedding (1950) as Tony - Barber
- The Redhead and the Cowboy (1951) as Col. Lamartine
- Here Comes the Groom (1951) as Walter Godfrey
- Viva Zapata! (1952) as Pancho Villa
- Actor's and Sin (1952) as J.B. Cobb (segment "Woman of Sin")
- Pickup on South Street (1953) as Detective (uncredited)
- I, the Jury (1953) as George Kalecki
- Geraldine (1953) as Frederick Sterling
- Woman's World (1954) as Tomaso
- The Far Horizons (1955) as Charboneau
- Kiss of Fire (1955) as Sergeant Diego
- The Desperate Hours (1955) as Detective
- Time Table (1956) as Al Wolfe
- The Revolt of Mamie Stover (1956) as Captain Gorecki
- He Laughed Last (1956) as Big Dan Hennessy
- The Tarnished Angels (1957) as Colonel Fineman
- Marjorie Morningstar (1958) as Puddles Podell
- Breakfast at Tiffany's (1961) as Sally Tomato
- A Dream of Kings (1969) as Fig King
- The Seniors (1978) as Professor Heigner

#### Televisão
- Programação experimental de baixa resolução (início dos anos 30) - W2XAB, CBS, Nova York
- Abram espaço para o papai (1958) - Joe Ferbus
- Have Gun - Will Travel (1959) - Dirks the Clamjumper
- Peter Gunn (1960) - Garson
- Abram espaço para o papai (1960) - Howard Sloan
- The Dick Van Dyke Show (1963) - Leiloeiro
- Meu Marciano Favorito (1963) - Conselheiro Jack Gramby
- Os Beverly Hillbillies (1964, 1968) - Gene Booth
- Batman (1967) - episódio - General MacGruder
- Petticoat Junction (1968) - the Bandit (também conhecido por Mr. Lawson)

### Locução

#### Ao vivo
- Pare! Veja! e rir (1960) como Prince (voz, sem créditos)
- Get Smart (1969) - Garotinha (voz, sem créditos)

#### Animação
- Lady and the Tramp (1955) como Boris
- 1001 Noites da Arábia (1959) como O Sultão
- Os Flintstones (1960-1966) - Fred Flintstone / Professor Von Messerschmidt / JL Gothrocks / O Predador / Vovô Rocky Flintstone
- A nova série de desenhos animados Hanna-Barbera - Segmento - Touché Turtle e Dum Dum (1962) Dum Dum
- Hoppity Hooper (1964) - Vozes adicionais
- O Homem Chamado Flintstone (1966) como Fred Flintstone
- Space Ghost (1966) - Glasstor
- Alice no País das Maravilhas (ou O que um garoto legal como você está fazendo em um lugar como este?) (1966) - Especial TV - A lagarta falante, Fred Flintstone
- Os Impossíveis (1966) - Smogula
- Onde está o Huddles? (1970) - Mad Dog Mahoney
- Shinbone Alley (1971) como Big Bill
- Os Seixos e o Show de Bamm-Bamm (1971) - Fred Flintstone
- A Hora da Comédia Flintstone (1972) - Fred Flintstone
- A história de Heidi (1975) como Sebastian / Mr. Usher (versão em inglês)
- Laff-A-Lympics (1977) - Fred Flintstone
- Energia: Uma Edição Nacional (1977, Filme para TV) como Fred Flintstone
- Captain Caveman and the Teen Angels (1977) - Vozes adicionais (aparência final)